# 港区役所 (東京都)
港区役所（みなとくやくしょ）は、特別地方公共団体（特別区）である港区の組織が入る施設（役所）である。1947年に、芝区・麻布区・赤坂区が合併して港区が成立したあと、芝区役所庁舎がそのまま港区役所庁舎として建て替えまで使われた。現在の庁舎は1987年竣工。

## アクセス
港区役所本庁舎
- JR - 京浜東北線・山手線

浜松町駅：徒歩10分
- 都営地下鉄浅草線○・大江戸線○

大門駅: 徒歩5分
- 都営地下鉄三田線○

御成門駅: 徒歩5分
- 港区コミュニティバスちぃばす

港区役所：徒歩1分

## 不祥事
- 2014年10月22日 - 東京都港区職員の男性主事（32歳)が、2014年1月6日、小学生女児（6年生）に現金5,000円を渡して、神奈川県横浜市内のホテルでみだらな行為をしたとして、強姦と児童買春・ポルノ禁止法違反(買春)の疑いで、10月22日、神奈川県警港北警察署に逮捕された[1][2]。